# سده بیستم کوتاه

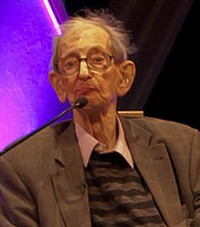
اریک هابزبام

سده بیستم کوتاه (به انگلیسی: short 20th century) اصطلاحی است که نخستین بار توسط ایوان برند (آکادمی علوم مجارستان) بکار برده شد و به دورانی از قرن بیستم، برای هم پوشانی دو دورهٔ زمانی مخصوص اطلاق می‌شود.
سده بیستم کوتاه، عبارتی است که طبق آن، سدهٔ بیستم به سال‌های بین ۱۹۱۴ تا ۱۹۸۹ اطلاق می‌شود. در نتیجه دوران پیش از جنگ جهانی اول به سدهٔ ۱۹ و سال‌های دههٔ ۱۹۹۰ جزو سدهٔ ۲۱ تلقی می‌شوند. این نکته به درستی قابل درک است که بخشی از سال‌های ابتدایی سدهٔ بیستم پیش از جنگ جهانی اول از دیدگاه فرهنگی و پیشرفت فناوری جزو سدهٔ ۱۹ به‌شمار می‌آید. همچنین بسیاری بر این باورند که دههٔ ۱۹۹۰ به دلیل رخ دادن وقایعی (نظیر ظهور اینترنت) جزو سدهٔ ۲۱ به حساب می‌آید.